# Kevin Jauch
Kevin Jauch (n. Guayaquil, Guayas, Ecuador; 24 de noviembre de 1992) es un futbolista ecuatoriano que juega de delantero y su actual equipo es Atlético Santo Domingo de la Serie B de Ecuador. Es hijo del exfutbolista Teodoro Jauch.

## Trayectoria
Kevin se formó en las divisiones infantiles de Empoli y la Juventus de Italia, ya que su padre Teodoro Jauch después de retirarse del fútbol se radicó en ese país europeo, el primer club ecuatoriano de Kevin fue el América de Quito, luego pasó al U.T. de Cotopaxi donde se convirtió en el goleador de su club en el año 2014, luego el 2015 ficha para la Universidad Católica, luego el 2016 fue cedido para el Club Espoli y en el año 2017 fue fichado por América de Quito.
Desde el segundo semestre del 2018 juega en el Club Técnico Universitario.

## Clubes
| Club                   | País    | Año       |
| ---------------------- | ------- | --------- |
| América de Quito       | Ecuador | 2013      |
| U. T. de Cotopaxi      | Ecuador | 2013-2014 |
| Universidad Católica   | Ecuador | 2015      |
| Espoli                 | Ecuador | 2016      |
| Universidad Católica   | Ecuador | 2017      |
| América de Quito       | Ecuador | 2017-2018 |
| Técnico Universitario  | Ecuador | 2019      |
| 9 de Octubre           | Ecuador | 2020      |
| Atlético Santo Domingo | Ecuador | 2020-act. |